# Menhir von Weilheim

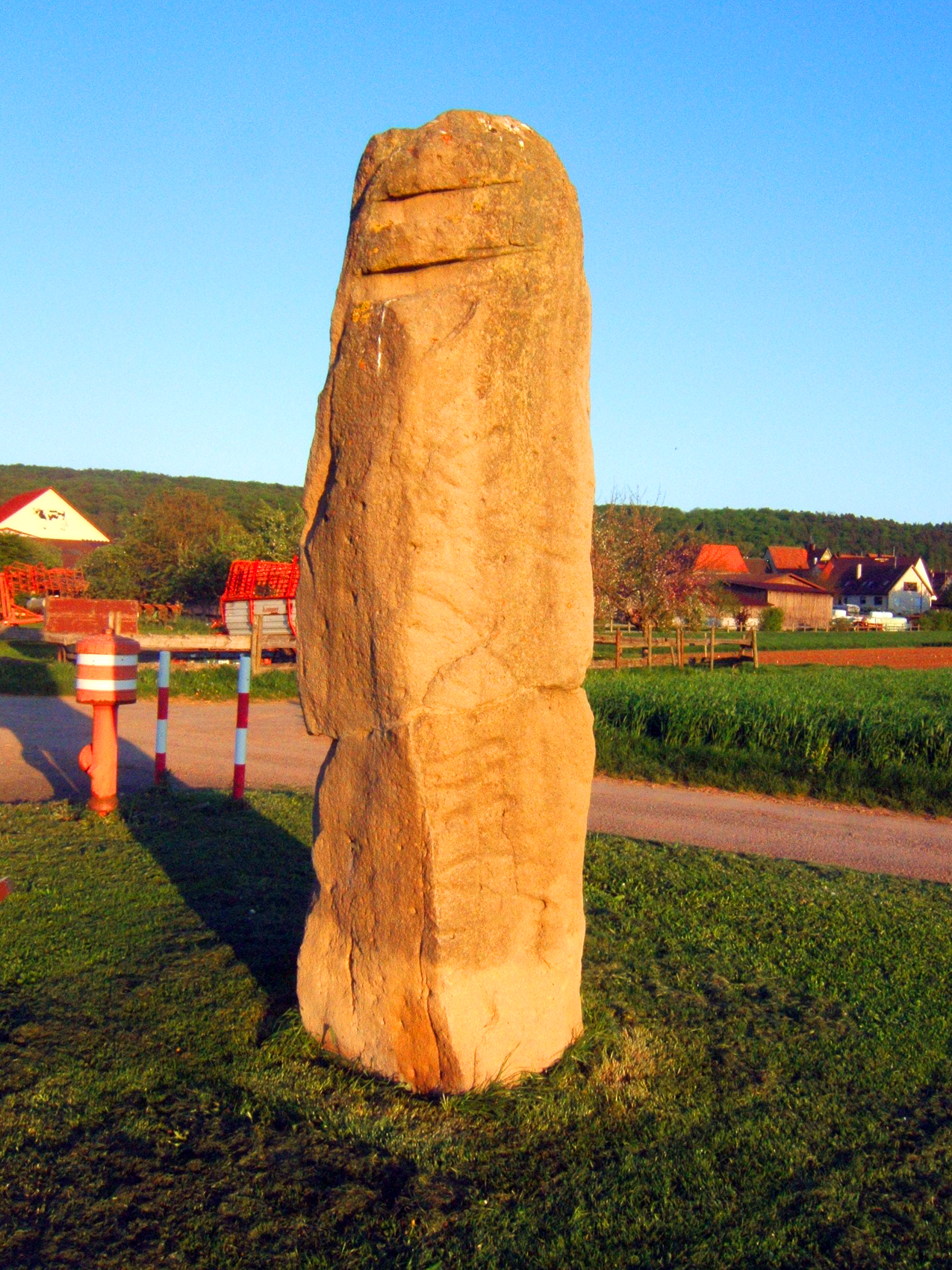
Kopie des Menhirs von Weilheim

Der Menhir von Weilheim, auch Weilheimer Stele genannt, ist ein 1985 im Ortsteil Weilheim von Tübingen in Baden-Württemberg im Erdreich entdeckter Menhir aus des Spät- oder Endneolithikums.

## Fundsituation
Beim Bau eines Hauses am Herrenweg wurden in einem Kanalisationsgraben mehrere Teile eines ursprünglich etwa 4,5 m hohen, 80–90 cm dicken Monolithen aus Stubensandstein gefunden. Die Bruchstücke lagen in etwa 1,5 m Tiefe, in einer dunklen, tonigen Schicht, wohl einer ehemaligen Bodenoberfläche. Das deckende Erdmaterial wurde vom südlich gelegenen Höhenzug Rammert abgeschwemmt. Von dort stammt auch der Sandstein.

## Beschreibung
Auf der Vorderseite des Menhirs sind fünf Dolchklingen mit kurzem Schaft in Flachrelief dargestellt, sogenannte Stabdolche. Daneben ist eine ovale Scheibe (Sonne), und eine hängende Mondsichel zu erkennen. Das Relief wurde aus der Oberfläche des Steins herausgearbeitet und teilweise überschliffen. Auf der Rückseite des Menhirs zeigen sich in scheinbar regelloser Anordnung näpfchenförmige Vertiefungen und Rillen.

## Kontext
Aufgrund des Stabdolch-Motivs wurde ursprünglich ein bronzezeitliches Alter der Stele angenommen. Neueren Forschungen zufolge fügt sich der Menhir allerdings ein in eine Fundlandschaft von reliefverzierten Stelen mit Waffendarstellungen, die vom Neckargebiet über die Schweiz bis nach Norditalien reicht. Diese werden mehrheitlich der ersten Hälfte des 3. Jahrtausends v. Chr. zugewiesen, dem Übergang vom Spät- zum Endneolithikum im süddeutschen Raum. Ähnlich zu bewerten sind die anthropomorphen Stelen und Stelenfragmente aus Rottenburg „Lindele“, Tübingen-Kilchberg sowie Gomaringen-Stockach, welche sekundär in eisenzeitlichen Grabanlagen verbaut wurden. Typologisch gehören auch diese Funde dem 4. oder 3. Jahrtausend v. Chr. an.
Eine exakte Nachbildung wurde als archäologisches Denkmal etwa 50 m östlich des Fundortes an einer Wegegabel am Herrenweg etwas außerhalb von Weilheim aufgestellt. Das Original befindet sich im Archäologischen Landesmuseum Baden-Württemberg in Konstanz.